# Lake Fenton
Lake Fenton es un lugar designado por el censo ubicado en el condado de Genesee en el estado estadounidense de Míchigan. En el Censo de 2010 tenía una población de 5559 habitantes y una densidad poblacional de 298,14 personas por km².

## Geografía
Lake Fenton se encuentra ubicado en las coordenadas 42°50′50″N 83°42′46″O / 42.84722, -83.71278. Según la Oficina del Censo de los Estados Unidos, Lake Fenton tiene una superficie total de 18.65 km², de la cual 14.26 km² corresponden a tierra firme y (23.5%) 4.38 km² es agua.

## Demografía
Según el censo de 2010, había 5559 personas residiendo en Lake Fenton. La densidad de población era de 298,14 hab./km². De los 5559 habitantes, Lake Fenton estaba compuesto por el 96.58% blancos, el 0.61% eran afroamericanos, el 0.31% eran amerindios, el 1.04% eran asiáticos, el 0% eran isleños del Pacífico, el 0.27% eran de otras razas y el 1.19% pertenecían a dos o más razas. Del total de la población el 2.21% eran hispanos o latinos de cualquier raza.